# أغلوب تعيس
اُغْلوب تَعِيس حشرة من فصيلة البزيات ورتبة حرشفيات الأجنحة.

## الموطن

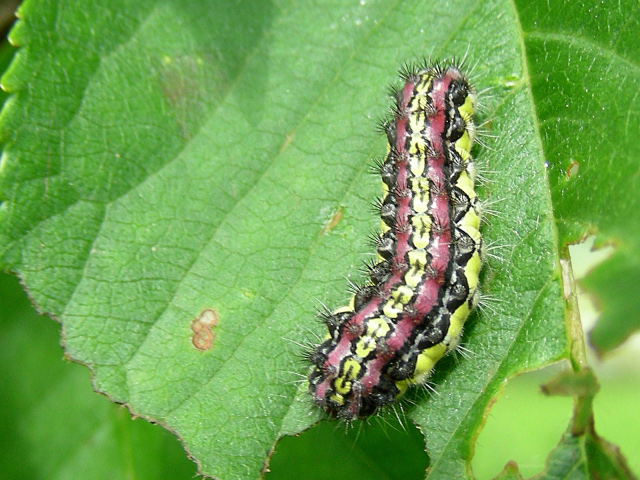
سُرفة

موطنها يشمل معظم الأقاليم المعتدلة الحرارة من حوض البحر الأبيض المتوسط. تألف المواقع التي يكثر فيها اللوز والزعرور. قُوْتُها رحيق الأزهار .

## اليرقة[1]
سرفتها خاضلة تعيش على اوراق اللوز والبرقوق والزعرور. جسمها صغير قضينا يطول من 9 إلى 10 مم. بسطتها تراوح من 24 الی 29 م. رأسها معتدل الجرم. عيناها كبيرتان جميلتان . زباناها مشطيان، مستطيلان . جوشها وبطنها قرفيا اللون، كثيفا الحمل || روشناها الأماميان الي القرفي الاكلف الأسفع المواج يعلوه طوق حتاري اسود . روشناها الخلفيان مخضبان بالقرفي تعليء بقجة حمراء تمتد من القاعدة إلى اواسط الصفحة . أهدابها برتقالية لها جيل واحد في الحول .

## الخادرة أو العذراء[1]
تظهر الفراشة في مطلع حزيران وتبقى حتى اواخر تموز . تسرح في النهار . تعاظل بعد ظهورها خمسة اسابيع وتمتح المكن على الصفحات السفلى من نصال الأوراق. السرفة عند ادراکها الكمال تطول من 16 إلى 17 م. جسمها اهليلجي الشكل . ثوبها إلى الربدة السمراء يعلوها ثلاثة خطوط جؤوية قاطبة وثلاثة صفوف من الثعول المتوجة بالهلب || طور الإكمال الذي يستمر نحو ثلاثة أسابيع ينقضي ضمن صلج متماسكة النسيج تحبكها السرقة تحت القشور أو بين شقوق اللحاء .